# Я знаю, что вы сделали прошлым летом (кинофраншиза)
«Я знаю, что вы сделали прошлым летом» (англ. I Know What You Did Last Summer) — американская франшиза в жанре молодёжного триллера. Первый фильм был снят по мотивам одноимённого романа американской писательницы Лоис Дункан. Серия состоит из трёх фильмов и телевизионного сериала.

## Фильмы
| Фильм                                             | Дата выхода     | Режиссёр      | Сценарист                | Продюсер                                                          |
| ------------------------------------------------- | --------------- | ------------- | ------------------------ | ----------------------------------------------------------------- |
| Я знаю, что вы сделали прошлым летом              | 17 октября 1997 | Джим Гиллеспи | Кевин Уильямсон          | Нил Мориц, Эрик Фейг, Стокли Чаффин                               |
| Я всё ещё знаю, что вы сделали прошлым летом      | 13 ноября 1998  | Дэнни Кэннон  | Трей Каллавэй            | Нил Мориц, Эрик Фейг, Стокли Чаффин, Уильям С. Бисли, Хосе Лудлоу |
| Я всегда буду знать, что вы сделали прошлым летом | 15 августа 2006 | Сильвен Уайт  | Лоис Дункан, Майкл Уайсс | Эрик Фейг, Аманда Коэн                                            |

### «Я знаю, что вы сделали прошлым летом» (1997)
Компания выпускников весело провела вечер на берегу моря. Возвращаясь на машине домой, они сбивают непонятно откуда взявшегося человека. Решив, что он мертв, и не желая лишних неприятностей, они сбрасывают тело в море.

А ровно через год получают письмо… Кто-то знает их тайну. Кто-то знает, что они натворили прошлым летом!
Первый фильм вышел на киноэкраны в 1997 году и стал абсолютным хитом.

### «Я всё ещё знаю, что вы сделали прошлым летом» (1998)
Джули Джеймс так и не смогла пережить ужас прошлого лета. Хотя жестокий маньяк был убит, его тело не было найдено. Тень мрачного мстителя продолжает преследовать девушку в кошмарных видениях. Чтобы избавиться от страшных воспоминаний, Джули с друзьями отправляется на живописный тропический остров. Они надеются провести здесь несколько прекрасных дней, но...

Райский уголок оказывается настоящим адом. Надвигается шторм, и последний катер с туристами уже отчалил от берега. Опустевшая сцена готова для кровавого спектакля. За туманной пеленой дождя Джули снова увидела зловещую фигуру того, кто ВСЕ ЕЩЕ ЗНАЕТ, ЧТО ОНА СДЕЛАЛА ПРОШЛЫМ ЛЕТОМ.
Сиквел вышел чуть больше года спустя после 1 фильма и также имел кинопрокат, но повторить успех предшественника не смог. 

### «Я всегда буду знать, что вы сделали прошлым летом» (2006)
Из-за глупого розыгрыша товарищей во время праздника гибнет один из пятерки закадычных друзей. Четверо оставшихся скрытно избавляются от улик, поклявшись навсегда забыть о происшедшем.

Но ровно через год каждый из них получает анонимную записку, из которой следует: кто-то знает, что они сделали прошлым летом. И угрожающими посланиями этот кто-то ограничиваться не намерен. Таинственный незнакомец приговорил их к смерти, и если друзья не смогут вычислить личность неведомого мстителя, на сей раз их жуткий секрет точно будет погребен насовсем — вместе с их бездыханными телами.
Триквел, в отличие от первых 2-х фильмов, не имел кинопроката и вышел сразу на видео и  из-за этого не имеет финансовый доход.

## Телесериал

### «Я знаю, что вы сделали прошлым летом» (2021)
Студия «Amazon» приобрела права на историю в июне 2019 года с Нилом Моритцом и Джеймсом Ваном в качестве продюсеров. Сериал запустили в производство в 2020 году, Крейг МакНилл поставил пилотный эпизод по сценарию Сары Гудман. В январе 2021 года стали известны имена актёров, который снялись в сериале — Мэдисон Айсмен, Брианн Тью, Иезекииль Гудман, Эшли Мур, Себастьян Аморузо, Фиона Рене, Кэсси Бек, Брук Блум, Билл Хек и Соня Балморс. Сериал был закрыт после первого сезона, состоящего из 8-ми эпизодов.
| Название                             | Сезон | Эпизоды | Премьера        | Финал          | Шоураннеры  | Канал              |
| ------------------------------------ | ----- | ------- | --------------- | -------------- | ----------- | ------------------ |
| Я знаю, что вы сделали прошлым летом | 1     | 8       | 16 октября 2021 | 12 ноября 2021 | Сара Гудман | Amazon Prime Video |

## Книги

### «Я знаю, что вы сделали прошлым летом» (1973)
Роман писательницы Лоис Дункан «Я знаю, что вы сделали прошлым летом», который лёг в основу сценария фильма, был издан в США в 1973 году. Книга была переиздана в 1997 и 2018 годах — в текст были внесены некоторые изменения, чтобы адаптировать книгу к современности. Литературное произведение сильно отличается от фильма — в романе практические отсутствует насилие, никто из героев не погибает, а фильм был адаптирован под жанр «слешер».
В 1998 году издательство «Pocket Books» выпустило сценарий второго фильма — «Я всё ещё знаю, что вы сделали прошлым летом».

## Персонажи
Ниже представлен список основных персонажей, появившихся в фильмах серии.

### Рыбак
Бен Уиллис (англ. Ben Willis) или Рыбак (англ. Fisherman). В первом фильме, Бен Уиллис даёт о себе знать год спустя после того, как его сбили Джули, Хелен, Барри и Рей. В ту ночь, Бен убил юношу по имени Дэвид, виновного в гибели дочери Бена, Сьюзи, которая была девушкой Дэвида. Некоторое время спустя, тело Дэвида обнаружили, и Джули посчитала, что это именно его сбил Рей в ту ночь. Год спустя, Бен начинает преследовать героев, убивая их одного за другим. Среди известных жертв Бена Уиллиса — Дэвид Иган, Макс, Барри Кокс, офицер Дэвид Капорицо, Эльза Риверс, Хелен Риверс. После неудачной попытки убийства Джули и Рея, маньяк исчезает, оставив открытым вопрос о своей гибели, так его тело не было найдено.
Год спустя, Бен Уиллис вновь предпринимает попытки отомстить Джули и Рея. С помощью своего сына Уилла, который вошёл в доверие к Джули и её новым друзьям, Уиллис организовывает для девушки поездку на Багамы перед самым началом сезона дождей. В итоге, молодые люди оказываются одни на острове в разгар шторма. Рей добирается до острова и приходит на выручку Джули. В руках девушки оказывается пистолет, из которого ей удалось застрелить Уиллиса. Однако финал картины, в котором маньяк нападает на Рея и Джули год спустя вновь остаётся открытым — возможно, как в случае и с финалом первой части, сцена была лишь кошмарным сном героини.
В третьем фильме, концепция персонажа немного меняется. Предположительно, он восстал из мёртвых, и теперь его дух преследует тех, кто виновен в трагической смерти, оставшейся тайной для людей. Кроме того, непонятно, Рыбак из третьего фильма — Бен Уиллис, или другой персонаж, собирательный образ их распространённых в Западно-американской культуре городских легенд.

### Я знаю, что вы сделали прошлым летом
- Джули Джеймс (англ. Julie James) — одна из главных героинь первого и второго фильмов, а также оригинального романа. Из всех персонажей она была единственной, кто не согласился с Барри и хотела идти в полицию. Является главной целью в серии убийств, совершённых рыбаком Беном Уиллисом. Выжила во время событий первого фильма. Во второй части, год спустя, девушку преследуют ночные кошмары, одним из которых и оказалась сцена, показанная в финале фильма «Я знаю, что вы сделали прошлым летом». С помощью своего сына Уилла, который учился в том же институте, что и девушка (неизвестно, было ли это совпадением, но скорее всего — тщательно спланированное действие), подстроил так, чтобы Джули и её друзья оказались одни на острове во время шторма. Убила маньяка, застрелив его из пистолета. Через год после событий вышла замуж за Рея Бронсона. В третьем фильме становится известно, что Бен Уиллис (или Рыбак, как его стали называть) восстал из мёртвых и напал на Джули. Неизвестно, выжила она или нет. Кроме того, в последней части трилогии мелькает статья об убийствах подростков, совершённых на Багамах, — скорее всего, речь идёт о событиях второй части.

- Хелен Шиверс (англ. Helen Shivers) — одна из главных героинь первого фильма и оригинального романа. Её фото стоит на тумбочке у кровати Джули во втором фильме. Боялась потерять возможность поездки в Нью-Йорк, где она хотела посвятить себя карьере актрисы и модели, поэтому отказалась идти в полицию и приняла решение сбросить тело рыбака Бена Уилилса в море. Она была выбрана Королевой красоты в своём городе, встречалась с Барри Коксом, но после несчастного случая рассталась с ним. Лучшая подруга Джули, но они практически не общались после трагедии. Спустя год, Джули находит её, работающей в семейном магазине, чтобы сообщить, что ей пришло зловещее письмо, в котором было написано Я знаю, что вы сделали прошлым летом. По воле обстоятельств, Хелен и Барри вновь сближаются, в них просыпаются былые чувства. По традиции, как победительница конкурса, она должна участвовать в параде в честь 4 июля. Там она замечает Рыбака, и Барри устремляется на его поиски, однако они ни к чему не приводят. Во время нового конкурса красоты, находясь на сцене, Хелен видит, как Рыбак убивает Барри и пытается сказать об этом залу, полному людей, однако никто не воспринимает её всерьёз. Полицейский решает отвести её домой, но по дороге на машину нападает Бен Уиллис и убивает служителя закона. Хелен устремляется в свой магазин, где она встречает сестру Эльзу. Пока Хелен пытается вызвать полицию, Рыбак убивает Эльзу. Хелен сбегает на улицу, где совсем рядом с толпой людей, в маленьком переулке, Рыбак убивает Хелен. Позже её тело Джули найдёт вместе с телом Барри в морозильной камере одной из рыбацких лодок.

Персонажи первого фильма (слева направо): Хелен (Сара Мишель Геллар), Барри (Райан Филипп), Джули (Дженнифер Лав Хьюитт), Рей (Фредди Принц-Младший).

- Рей Бронсон (англ. Ray Bronson) — один из главных персонажей двух фильмов серии и оригинального романа. Сидел за рулём машины, сбившей Бена Уиллиса, согласился сбросить тело мужчины в море. Работает рыбаком, расстался с Джули после трагедии. Джули находит его год спустя, чтобы сообщить, что кто-то написал ей зловещее письмо. Бен Уилилс подставил его, подстроив всё так, что Джули, Хелен и Барри считали его таинственным преследователем. Мучаясь чувством вины, Рей идёт к Мисси — сестре юноши Дэвида (главные герои считали, что сбили именно его, однако позже выясняется, что они сбили Бен Уилилса — человека, убившего Дэвида той же ночью), представившись его другом по имени Билли Блю (англ. Billy Blue). Когда Джули и Хелен навестили Мисси и узнали о Билли, они были уверены, что он и есть убийца, который мстит им за смерть Дэвида. Рей и Джули выживают после событий фильма, а тело Бена Уиллиса исчезает без следа. Год спустя, отношения между Джули и Реем становятся натянутыми, так как Джули мучает чувство вины за смерть Уиллиса, а также страшные ночные кошмары, одним из которых оказалась последняя сцена, показанная в первом фильме. Рей отказывается от приглашения Джули поехать на Багамы, но передумывает после уговоров лучшего друга Дэйва, которого позже убивает вернувшийся Бен Уиллис. Рей, хотевший сделать Джули предложение руки и сердца, отправляется на остров, чтобы спасти любимую. Что у него удачно и выходит. Концовка фильма, действие которой происходит ещё год спустя, не даёт ответа на вопрос, что случилось с героями: Джули и Рей живут вместе, но дверь в ванную, где брился Рей, закрывается сама собой, а на Джули, между тем, нападает в который раз вернувшийся Бен Уиллис. В третьем фильме упоминает, что на Джули опять напал неизвестный, после событий на острове. К тому же концепция финальной части трилогии утверждает, что Бен Уиллис воскрес из мёртвых.

- Барри Уилльям Кокс (англ. Barry William Cox) — один из основных персонажей первого фильма и романа. Бывший парень Хилен, с которой расстался после несчастного случая. Машина принадлежала ему, хотя за рулём в момент несчастного случая находился Рей. Это была его идея скрыть преступление, оказывал давление на своих друзей, и больше всего — на Джули, едва не ударив её. Отличается взрывным и заносчивым характером. Джули и Хелен находят его год спустя, чтобы сообщить, что кто-то в курсе их тайны, и начал преследовать их. Постепенно вновь сближается с Хелен, и вызывается охранять её во время ежегодного конкурса красоты, однако его убивает Рыбак прямо на глазах у Хелен, находящейся в момент убийства на сцене. Его тело находит Джули в морозильной камере одной из рыбацких лодок в финале первого фильма.

- Эльза Шиверс (англ. Elsa Shivers) — одна из персонажей первого фильма и оригинального романа. Старшая сестра Хелен, работающая в семейном магазине. Завидует успеху и красоте сестры, считая её заносчивой и заботящейся лишь о своей внешности. Её убивает Рыбак в ту же ночь, что Хелен и Барри. Хелен находит тело сестры в одном из помещений магазина, незадолго до своей собственной смерти.

- Дэвид Иган (англ. David Franklin Egan) — персонаж первого фильма. Дэвид встречался с дочерью Бена Уилилса, Сьюзи. Однако незадолго до событий картины, молодые люди попадают в автокатастрофу, в результате которой погибает Сьюзи. Бен Уиллис винит во всём Дэвида. Персонаж появляется в начале фильма — юноша, сидящий на краю скалы. Его смерть не показана зрителям, однако становится известно, что его убил Бен Уиллис в ту же ночь, когда его сбила машина Барри. Джули начинает отслеживать статьи в местной газете в поисках информации о найденном теле. Ошибочно принимает Дэвида за того мужчину, которого они сбили. Позже Хелен и Джули приезжают к сестре Дэвида, Мисси. Она говорит им, что Дэвид покончил с собой, оставив прощальное письмо. На самом деле, это письмо, которое Бен Уиллис отправил Дэвиду не задолго до того, как убил его. Кроме того, в ту ночь, Джули видела татуировку «Малышка Сьюзи» у мужчины, которого они сбили. Однако Мисси утверждает, что у Дэвида не было татуировок.

- Мелисса «Мисси» Иган (англ. Melissa «Missy» Egan) — старшая сестра Дэвида, который решила, что её брат покончил с собой, найдя записку, которую юноше прислал Бен Уиллис. Она спрятала записку от страховщиков, боясь, что её не выплатят деньги за смерть брата, если это действительно было самоубийство. Миссис живёт одна и ведёт хозяйство в своём доме в глухом лесу. Её навещают Хелен и Джули, желая узнать больше о Дэвиде. От Мисси они узнают о Билли Блю — друге Дэвида, которым представился Рей, когда также навещал Мисси. Девушки решили, что выдуманный Билли — и есть их преследователь.

- Макс Ньюрик (англ. Max Neurick) — одноклассник Джули, влюблённый в неё. Он проезжал мимо места несчастного случая в ту ночь, когда ребята сбили Бена Уиллиса. Год спустя, когда Джули приходит зловещее письмо, герои решают, что это Макс его отправил, так как он единственный, по их мнению, кто был там в ту ночь и мог узнать о том, что произошло. Однако, герои ошиблись. Позже, Бен Уиллис убивает Макса, пока тот работал в доках.

- Офицер Дэвид Капорицо (англ. Officer David Caporizo) — персонаж первого фильма. Он допрашивает, а затем отвозит Хелен домой после того, как девушка стала свидетельницей убийства Барри. По дороге, офицера убивает Бен Уиллис.

### Я всё ещё знаю, что вы сделали прошлым летом

Персонажи второго фильма (слева направо):
Юноши: Уилл (Мэттью Сэттл), Рей (Фредди Принц-Младший), Тайрелл (Мекхи Файфер).
Девушки: Карла (Бренди), Джули (Дженнифер Лав Хьюитт).

- Карла Уилсон (англ. Karla Wilson) — подруга Джули по колледжу. Она выигрывает поездку на Багамы и приглашает Джули поехать с ней и её парнем Тайреллом. Также подстраивает всё так, что Уилл поехал с ними, после того, как отказался Рей. Когда Бен Уилилс оказывается на острове и начинает преследовать героев, Джули вынуждена рассказать подруге о том, что произошло с ней, Реем и их друзьями несколько лет назад. Пытаясь сбежать от маньяка, девушка получает несколько ранений. В финальной сцене Джули обнаруживает хромающую Карлу, они обнимаются и остаются втроём с Реем в ожидании вертолёта спасателей.

- Уилл Бенсон (англ. Will Benson) — сын Бена Уиллиса, притворившийся радиоведущим шоу, которое вручило Карле билеты в поездку на Багамы. Он вошёл в доверие к Джули и Карле, как студент того же колледжа и безобидный парень. На деле оказалось, что он достаточно опасен. Неизвестно, насколько активное участие он принимал в убийстве персонала отеля — мистера Брукса, Эстеса, Титуса, Ненси, а также друга Рея, Дэйва.

- Тайрелл Мартин (англ. Tyrell Martin) — парень Карлы, весельчак. Был убит Беном Уиллисом, когда тот вонзил свой крюк в его горло.

- Мистер Брукс (англ. Mr. Brooks) — администратор отеля на Багамах, где поселились Джули и её друзья. Пренебрежительно относился к молодым людям с самого начала, а когда у Джули началась истерика из-за того, что она нашла труп одного из портье в своём шкафу, стал открыто выказывать свою неприязнь, когда тело на месте не обнаружилось. Был убит в собственном офисе, прямо за столом. Его кровью Рыбак написал на стене Я всё ещё знаю.

- Ненси (англ. Nancy) — девушка-бармен в отеле, где проживали Джули и её друзья. Погибает от руки маньяка, пытаясь спастись с острова вместе с Джули и Карлой. Бен Уиллис убивает Эстеса, пронзив его гарпуном. Его тело падает на Ненси, мешая девушке убежать — Уиллис лишь глубже вонзает гарпун в Эстеса, и его лезвие проходит сквозь девушку, придавленную мёртвым телом.

- Эстес (англ. Estes) — портье отеля, в котором проживали Джули и её друзья. Престарелый афро-американец, практикующий вуду в своей комнате в отеле. По неизвестной причине собирал вещей, принадлежащие Джули, Карле, Тайреллу и Уиллу. Был убит Рыбаком.

- Титус Телеско (англ. Titus Telesco) — торговец наркотиками, поставляющий нелегальные препараты жителям отелей, находящихся на Багамах, куда приезжают отдыхать Джули со своими друзьями. Становится жертвой Бена Уиллиса.

### Я всегда буду знать, что вы сделали прошлым летом
- Эмбер Уилльямс (англ. Amber Williams) — главный персонаж третьего фильма, действие которого происходит несколько лет спустя после событий первой и второй частей. Считается одной из четырёх подростков, виновных в смерти их общего друга Пи-Джея в результате неудачной шутки. После трагедии, Эмбер, Зоуи, Колби и Роджер поклялись никому не говорить о случившемся. Год спустя Эмбер получает текстовое сообщение, из которого становится ясно, что кто-то знает тайну молодых людей. Эмбер рассказывает об этом своим друзьям, но молодые люди скептически относятся к тому, что кто-то преследует её. И лишь в годовщину трагических событий — 4 июля, в День независимости США — каждый из них получает по угрозе от таинственного преследователя. Рыбак убивает всех друзей девушки, но ей самой удаётся спастись. Как бы там ни было год спустя, Рыбак вновь появляется в жизни Эмбер, и вопрос о том, выжила она или нет, остаётся для зрителей открытым.

## Кассовые сборы
| Фильм                                             | Премьера        | Кассовые сборы | Кассовые сборы | Кассовые сборы | Бюджет      |
| Фильм                                             | Премьера        | США            | За рубежом     | Мировые        | Бюджет      |
| ------------------------------------------------- | --------------- | -------------- | -------------- | -------------- | ----------- |
| Я знаю, что вы сделали прошлым летом              | 17 октября 1997 | $72 586 134    | $53 000 000    | $125 586 134   | $17 000 000 |
| Я всё ещё знаю, что вы сделали прошлым летом      | 13 ноября 1998  | $40 002 112    | $44 000 000    | $84 002 112    | $24 000 000 |
| Я всегда буду знать, что вы сделали прошлым летом | 15 августа 2006 | -              | -              | -              | $20 000 000 |
| Общие                                             | Общие           | $112 588 246   | $97 000 000    | $209 588 246   | $61 000 000 |

## Критика
| Название                                          | Rotten Tomatoes  | Metacritic      | CinemaScore |
| ------------------------------------------------- | ---------------- | --------------- | ----------- |
| Я знаю, что вы сделали прошлым летом              | 45% (69 обзоров) | 52 (17 обзоров) | B–          |
| Я всё ещё знаю, что вы сделали прошлым летом      | 7% (57 обзоров)  | 21 (19 обзоров) | B           |
| Я всегда буду знать, что вы сделали прошлым летом | 0% (6 обзоров)   | -               | -           |
| Я знаю, что вы сделали прошлым летом (телесериал) | 44% (32 обзора)  | 45 (16 обзоров) | -           |

## Саундтрек
| Название альбома                                                       | Дата выхода в США | Продолжительность | Исполнители                           | Лейбл                         | Ссылка |
| ---------------------------------------------------------------------- | ----------------- | ----------------- | ------------------------------------- | ----------------------------- | ------ |
| I Know What You Did Last Summer: The Album                             | 7 октября 1997    | 50:43             | Различные музыканты                   | Sony Music Entertainment Inc. | [ 17 ] |
| I Know What You Did Last Summer: Original Motion Picture Score         | 1997              | 50:00             | Джон Дебни                            | (промо-альбом)                | [ 18 ] |
| I Still Know What You Did Last Summer: Music From The Motion Picture   | 17 ноября 1998    | 51:08             | Джон Фриззелл и различные музыканты   | Warner Bros.                  | [ 19 ] |
| I Know What You Did Last Summer: Music From The Amazon Original Series | 15 октября 2021   | 57:00             | Группа «Drum & Lace» и Айен Халтквист | Madison Gate Records          | [ 20 ] |